# Grzegorz Morawski
Grzegorz Piotr Morawski (ur. 24 września 1972 w Warszawie) – polski dyplomata i urzędnik. Konsul generalny w Toronto (2012–2017) i Chengdu (2019–2023).

## Życiorys
W 1995 uzyskał tytuł magistra ekonomii na kierunku finanse i rachunkowość w Wyższej Szkole Biznesu i Administracji w Warszawie. W 1997 uzyskał tytuł licencjata na kierunku samorząd terytorialny, na Wydziale Ekonomii Politechniki Radomskiej.
W maju 1996 rozpoczął aplikację dyplomatyczno-konsularną w Ministerstwie Spraw Zagranicznych. Następnie zajmował się m.in. koordynacją wyjazdów na misje OBWE, w których sam kilkukrotnie uczestniczył w charakterze obserwatora wyborów w byłej Jugosławii. W latach 1998–2003 zajmował stanowisko wicekonsula w Konsulacie Generalnym w Toronto – był kierownikiem Wydziału Wizowego i Obywatelstwa Polskiego. Po powrocie odpowiadał za koordynację aplikacji dyplomatyczno-konsularnej. W latach 2005–2010 na stanowisku konsula kierował Wydziałem Ruchu Osobowego i Obywatelstwa Polskiego w Konsulacie Generalnym RP w Chicago, a także zastępcy kierownika placówki. Od sierpnia 2010 w Departamencie Konsularnym MSZ na stanowisku ds. polityki wizowej, azylowej i migracyjnej. Podczas Prezydencji Polski w Radzie UE prowadził posiedzenia Grupy Roboczej ds. wiz. W latach 2012–2017 konsul generalny w Toronto. Od 28 września 2019 do sierpnia 2023 kierował Konsulatem Generalnym w Chengdu. W 2025 objął kierownictwo Ambasady RP w Kigali jako chargé d’affaires.
Od 2004 jest urzędnikiem służby cywilnej; zna języki: angielski i rosyjski.